# KV8
KV8 (англ. Kings' Valley № 8) — гробница, расположенная в египетской Долине Царей, использовалась для захоронения фараона Мернептаха из Древнего Египта из XIX династии.
Погребальная камера, расположенная в конце 160-метрового коридора, первоначально использовалась в качестве четырёх саркофагов. Один из них не был таким объёмным и двери в коридоре имели косяки, в результате чего они были снесены и отстроены заново, а также перестройка разрешает их переносить в другое место. Эти косяки были перестроены с помощью песчаников, которые зафиксировали их в нужное место при помощи подъёмного крана.
Столбы в палате F были снесены с целью освобождения места под постройку саркофагов, из которых лишь двое были заменены.
Две другие колонны, видимо, были украдены Панебом — работником деревенской мастерской (Дейр эль-Медина), с целью их использования в своей гробнице.